# Corsano
Corsano község (comune) Olaszország Puglia régiójában, Lecce megyében.

## Fekvése
A Salentói-félsziget déli részén fekszik.

## Története
A települést a 12. században alapították, ekkor az Alessanói Grófság része volt. A következő századokbna különböző nemesi családok birtokolták. 1806-ban vált önállóvá, amikor a Nápolyi Királyságban felszámolták a feudalizmust.

## Népessége
A lakosság számának alakulása:

## Főbb látnivalói
- Santa Sofia-templom (16. század)
- San Bartolo-kápolna (18. század)
- Castello Baronale Capece  (13. század)